# Hechtia melanocarpa
Hechtia melanocarpa är en gräsväxtart som beskrevs av Lyman Bradford Smith. Hechtia melanocarpa ingår i släktet Hechtia och familjen Bromeliaceae. Inga underarter finns listade i Catalogue of Life.